# NGC 5631
NGC 5631 est une galaxie lenticulaire située dans la constellation de la Grande Ourse. Sa vitesse par rapport au fond diffus cosmologique est de 2 040 ± 8 km/s, ce qui correspond à une distance de Hubble de 30,1 ± 2,1 Mpc (∼98,2 millions d'al). NGC 5631 a été découverte par l'astronome germano-britannique William Herschel en 1789.
NGC 5631 est une galaxie active de type Seyfert 2.
À ce jour, neuf mesures non basées sur le décalage vers le rouge (redshift) donnent une distance de 23,933 ± 6,834 Mpc (∼78,1 millions d'al), ce qui est à l'intérieur des valeurs de la distance de Hubble. Puisque cette galaxie est relativement rapprochée du Groupe local, cette distance est peut-être plus près de sa distance réelle que la distance de Hubble. Notons cependant que c'est avec la valeur moyenne des mesures indépendantes, lorsqu'elles existent, que la base de données NASA/IPAC calcule le diamètre d'une galaxie et qu'en conséquence le diamètre de NGC 5631 pourrait être d'environ 18,9 kpc (∼61 600 al) si on utilisait la distance de Hubble pour le calculer.

## Trou noir supermassif
Selon les auteurs d'un article publié en 2012, la masse du trou noir supermassif au centre de NGC 5631 est de 67 millions de {\displaystyle M_{\odot }}. La connaissance de sa masse et de son taux d'accrétion permet d'estimer le taux de formation d'étoiles dans la région centrale des galaxies de type Seyfert. Ce taux pour cette galaxie serait à l'intérieur et à l'extérieur d'un rayon de 1 kpc respectivement de 0,013 {\displaystyle M_{\odot }}/an et de 0,031 {\displaystyle M_{\odot }}/an.